# Буда-Петрицкая (Лоевский район)
Буда-Петрицкая (бел. Буда-Петрыцкая) — деревня в Малиновском сельсовете Лоевского района Гомельской области Беларуси.

## География

### Расположение
В 25 км на запад от Лоева, 63 км от железнодорожной станции Речица (на линии Гомель — Калинковичи), 76 км от Гомеля.

## Транспортная сеть
Рядом автодорога Брагин — Холмеч. Планировка состоит из чуть изогнутой улицы, ориентированной с юго-запада на северо-восток. Застройка двусторонняя, деревянная, усадебного типа.

## История
По письменным источникам известна с XVIII века как селение в Речицком повете Минского воеводства. В 1811 году владение Ракитских. С 1873 года большой надел деревенской земли во владении купца 1-й гильдии Посконина. Согласно переписи 1897 года в Ручаёвской волости Речицкого уезда Минской губернии.
С 8 декабря 1926 года до 30 декабря 1927 года центр Буда-Петрицкого сельсовета Лоевского района Речицкого с 9 июня 1927 года Гомельского округов. В 1930 году организован колхоз «Непобедимый», работали паровая мельница, шерсточесальня, кузница. Во время Великой Отечественной войны в 1943 году оккупанты сожгли деревню и убили 11 жителей. В результате катастрофы на Чернобыльской АЭС подверглась радиационному загрязнению и отнесена к категории населённых пунктов с правом на отселение. В составе колхоза имени К. Маркса (центр — деревня Малиновка).

## Население

### Численность
- 1999 год — 18 хозяйств, 29 жителей.

### Динамика
- 1816 год — 8 дворов, 34 жителя
- 1834 год — 9 дворов, 74 жителя
- 1850 год — 9 дворов, 92 жителя.
- 1897 год — 32 двора, 225 жителей (согласно переписи).
- 1908 год — 42 двора, 282 жителя.
- 1940 год — 70 дворов.
- 1959 год — 185 жителей (согласно переписи).
- 1999 год — 18 хозяйств, 29 жителей.